# Cecilia Nina Cavendish-Bentinck
Pour les articles homonymes, voir Cavendish-Bentinck.
 (mai 2020).
Si vous disposez d'ouvrages ou d'articles de référence ou si vous connaissez des sites web de qualité traitant du thème abordé ici, merci de compléter l'article en donnant les références utiles à sa vérifiabilité et en les liant à la section « Notes et références ».
Titre
14e Comtesse de Strathmore et Kinghorne
16 février 1904 – 23 juin 1938
(34 ans, 4 mois et 7 jours)
Cecilia Nina Cavendish-Bentinck, comtesse de Strathmore et Kinghorne, née le 11 septembre 1862 à Londres et morte le 23 juin 1938 dans la même ville, est une aristocrate britannique, épouse de Claude Bowes-Lyon lord Glamis, puis 14e comte de Strathmore et Kinghorne (1855 - 1944) et la grand-mère maternelle de feue la reine du Royaume-Uni, Élisabeth II — ainsi que sa marraine — et l'arrière-grand-mère de l'actuel roi Charles III

## Biographie
Née à Londres en 1862, dans le quartier de Westminster, Cecilia est la fille aînée de Charles William Frederick Cavendish-Bentinck (1817-1865, petit-fils du Premier ministre britannique William Cavendish-Bentinck, 3e duc de Portand) et de Caroline Louisa Burnaby (1832-1918, fille d'Edwyn Burnaby, châtelain de Baggrave Hall). Elle compte parmi ses ancêtres les rois Robert Ier d'Écosse et Henri VII. 
Le 16 juillet 1881, elle épouse Claude Bowes-Lyon, Lord Glamis à l'église Saint-Pierre de Petersham. Elle devient comtesse à la mort de son beau-père, en 1904. Elle met au monde dix enfants dont le neuvième est Elizabeth Bowes-Lyon qui épouse en 1923 Albert, duc d'York qui devient le roi George VI en 1936.
La famille Strathmore dispose de nombreux biens immobiliers, notamment Glamis Castle et St Paul's Walden Bury.
Cecilia est décrite comme une hôtesse très accomplie, pouvant jouer du piano. Elle est aussi une très bonne jardinière et est notamment responsable de la création du jardin à l'italienne à Glamis. 
Pendant la Première Guerre mondiale, Glamis Castle est utilisé pour la convalescence des blessés de guerre.

## Enfants
| Nom                                                      | Date de naissance                        | Date de mort                       | Notes |
| -------------------------------------------------------- | ---------------------------------------- | ---------------------------------- | --- |
| Violet Hyacinth Bowes-Lyon                               | 17 avril 1882, St Paul's Walden Bury     | 17 octobre 1893, Surrey            | Décédée à l'âge de 11 ans de la diphtérie. Elle est décédée avant que son père deviennent Comte.                                                                            |
| Mary Frances Bowes-Lyon                                  | 30 août 1883, Angus                      | 8 février 1961, Inveresk           | Mariée à Sidney Buller-Fullerton-Elphinstone, 16e Lord Elphinstone. Le mariage a été célébré le 24 juillet 1910 à Westminster.                                              |
| Patrick Bowes-Lyon, 15e comte de Strathmore et Kinghorne | 22 septembre 1884, St Paul's Walden Bury | 25 mai 1949, Angus                 | Connu sous le nom de Lord Glamis de 1904 à 1944. Il se marie à Dorothy Beatrix Godolphin-Osborne le 21 novembre 1908 à Londres.                                             |
| John Herbert Bowes-Lyon                                  | 1er avril 1886, St Paul's Walden Bury    | 7 février 1930, Glamis Castle      | Il a servi en tant que lieutenant pendant la Première Guerre mondiale. Il épouse Fenella Hepburn-Stuart-Forbes-Trefusis le 29 septembre 1914.                               |
| Alexander Francis Bowes-Lyon                             | 14 avril 1887, St Paul's Walden Bury     | 19 octobre 1911, Glamis Castle     | Mort dans son sommeil d'une tumeur au cerveau. |
| Fergus Bowes-Lyon                                        | 18 avril 1889, Glamis Castle             | 26 septembre 1915, Loos-en-Gohelle | Il a servi en tant que capitaine pendant la Première Guerre mondiale. Il épouse Christian Norah Dawson-Damer le 17 septembre 1914. Il est mort pendant la bataille de Loos. |
| Rose Constance Bowes-Lyon                                | 6 mai 1890, Surrey                       | 17 novembre 1967                   | Mariée à William Leveson-Gower, 4e comte Granville, le 24 mai 1916. |
| Michael Claude Hamilton Bowes-Lyon                       | 1er octobre 1893, St Paul's Walden Bury  | 1er mai 1953                       | Il a servi en tant que lieutenant-colonel pendant la Première Guerre mondiale. Il épouse Elizabeth Margaret Cator, le 2 février 1928.                                       |
| Elizabeth Angela Marguerite Bowes-Lyon                   | 4 août 1900, Londres                     | 30 mars 2002, Royal Lodge          | Épouse le Prince Albert, futur roi George VI, le 26 avril 1923 à l'abbaye de Westminster. Mère de la reine Elisabeth II.                                                    |
| David Bowes-Lyon                                         | 2 mai 1902, Londres                      | 13 septembre 1961, Birkhall        | Épouse Rachel Pauline Spender Clay, le 6 février 1929. |

## Mort
Elle subit une crise cardiaque en avril 1938, pendant le mariage de sa petite-fille, Anne Bowes-Lyon. Elle meurt 8 semaines plus tard, à l'âge de 75 ans, à Londres. Elle a survécu à 4 de ses 10 enfants. Elle est enterrée le 27 juin 1938 à Glamis Castle.  